# バーク郡 (ノースカロライナ州)
バーク郡（英: Burke County）は、アメリカ合衆国ノースカロライナ州の西部に位置する郡である。2010年国勢調査での人口は90,912人であり、2000年の89,148人から2.0%増加した。郡庁所在地はモーガントン市（人口16,918人）であり、同郡で人口最大の都市でもある。
現在のアメリカ合衆国となった地域の中でノースカロライナ州内陸部に最初に設立されたヨーロッパ人開拓地は、1567年のスペイン人によるものであり、現在のモーガントン近く、インディアンの大規模なジョアラ集落にサンフアン砦を建設した。スペイン人はこの地をクエンカと改名した。しかし翌年にはインディアンがスペイン人を殺し、砦を焼いた。その後、ヨーロッパ人が再度入植を試みるまで2世紀が過ぎた。
バーク郡はヒッコリー・レノア・モーガントン大都市圏に属している。

## 歴史
ヨーロッパ人が新世界に到着するよりも遙か前にミシシッピ文化のインディアンがこの地に住んでいた。マウンドを建設した集落で最大のものはジョアラであり、広さは12エーカー (48,000 m2)、現在のモーガントンに近い地域の首都だった。西暦1000年頃のことであり、ノースカロライナでは最大のインディアン集落の中心となり、次の世紀には拡大された。
1567年、スペインの遠征隊が地域に入ってサンフアン砦を建設し、この地域がスペイン領フロリダの植民地であることを宣言した。この遠征隊は、現在のサウスカロライナ州パリスアイランドのサンタエレナに居た総督が派遣していた。遠征隊の指揮官フアン・パルド大尉は砦に約30名の兵士を残し、その探検を続行した。1568年春、インディアンが砦を攻撃し、兵士を殺して砦を焼いた。ヨーロッパ由来の疫病と、より大きな勢力のインディアン部族が出てきたことで、この地域からはインディアンが居なくなった。次のヨーロッパ人、主にイングランド人、スコットランド・アイルランド人、ドイツ人が再度入植を試みるまで数世紀が流れた。
1777年、バーク郡はローワン郡から分離して設立された。郡名は、1777年から1781年まで大陸会議代議員、1781年から1782年までノースカロライナ州知事を務めたトマス・バークに因んで名付けられた。18世紀の半ばから終盤に掛けて、多くのスコットランド・アイルランド人、ドイツ人移民が、ピードモント台地西部に入植した。概して自作農であり、強く自立を求めた。奴隷を所有する者は少なかった。
その後の年月で、他の郡を作るためにバーク郡は分割された。1791年バーク郡とラザフォード郡の一部を合わせて、バンコム郡が作られた。1833年、バーク郡とバンコム郡の一部を合わせて、ヤンシー郡が設立された。1841年、バーク郡とウィルクス郡の一部を合わせ、コールドウェル郡となった。1842年、さらにバーク郡の一部とラザフォード郡の一部を合わせ、マクドウェル郡が作られた。最後は1861年バーク郡、コールドウェル郡、マクドウェル郡、ワタウガ郡、ヤンシー郡のそれぞれ一部を合わせ、ミッチェル郡が創設された。
バーク郡民は、アメリカ独立戦争のキングスマウンテンの戦いに参戦した。この戦いはサウスカロライナのキングスマウンテンで、イギリス軍パトリック・ファーガソンの指揮するロイヤリスト部隊を、アパラチア山脈フロンティアの人々が破ったものである。この人々は、敵が来るのを待つよりも、ブルーリッジ山脈を越えての出撃を選んだので、「オーバーマウンテンマン」と呼ばれた。

## 郡政府
バーク郡は、地域自治体の委員会であるウェスタン・ピードモント自治体委員会のメンバーである。

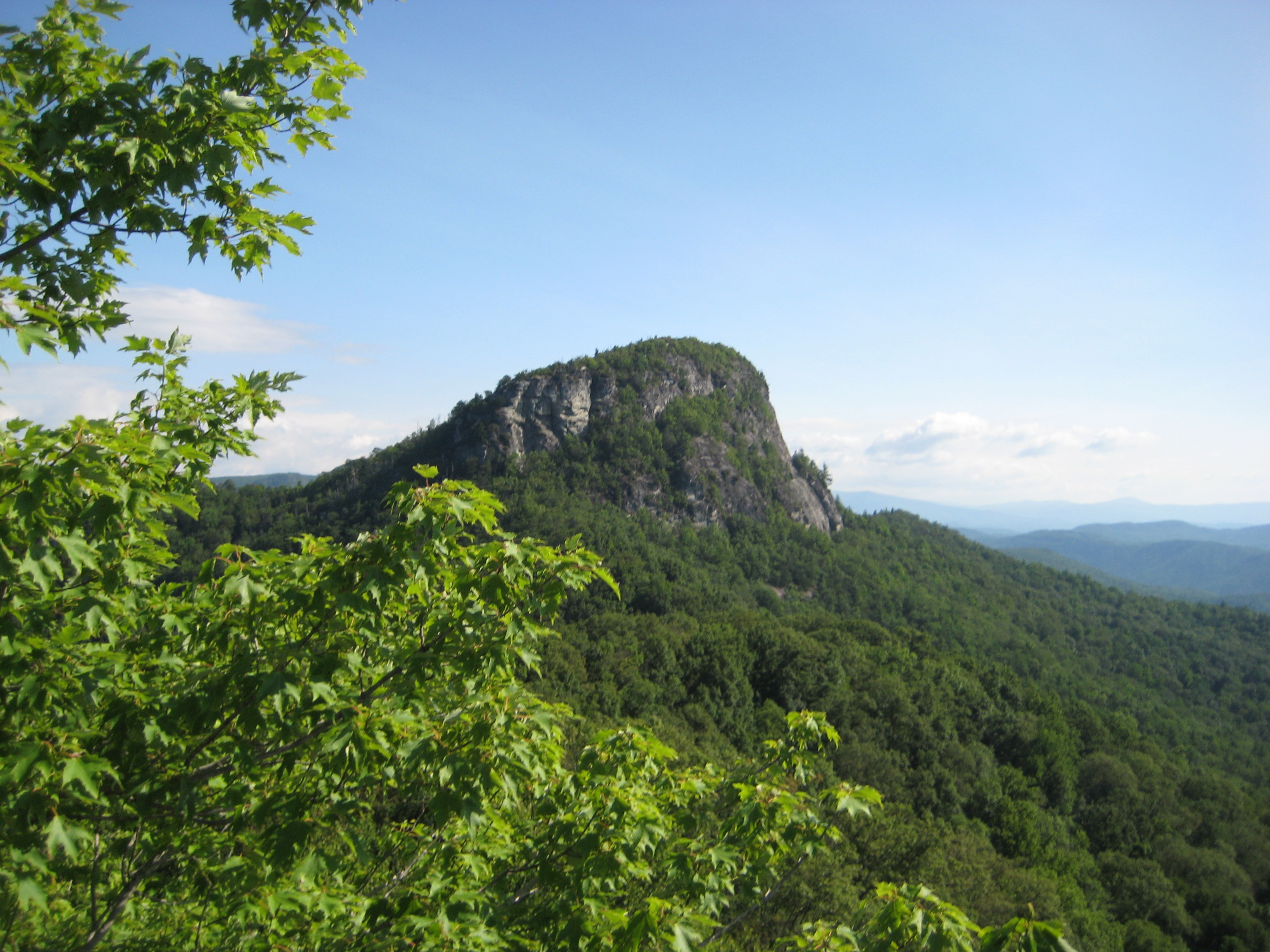
テーブルロック

## 地理
アメリカ合衆国国勢調査局に拠れば、郡域全面積は515平方マイル (1,333.8 km2)であり、このうち陸地507平方マイル (1,313.1 km2)、水域は8平方マイル (20.7 km2)で水域率は1.59%である。郡内西側マクドウェル郡との境界にジェイムズ湖、北側コールドウェル郡との境界にロードヒス湖がある。
リンビル峡谷の東縁、ピスガー国立の森の中にあるテーブルロックは「地域で最も目に見えて分かるシンボル」と言われてきている。

### 郡区
バーク郡は16の郡区に分割されている。ドレクセル、アイカード、ジョナスリッジ、リンビル、ラブレディ、ローワークリーク、ローワーフォーク、モーガントン、クエーカーメドウズ、シルバークリーク、スモーキークリーク、アッパークリーク、アッパーフォーク、ヒルドブラン、コンリースプリングス、ラザフォードカレッジ、バルディーズの各郡区である。

### 主要高規格道路
- 州間高速道路40号線
- アメリカ国道64号線
- アメリカ国道70号線
- アメリカ国道221号線
- アメリカ国道321号線
- ノースカロライナ州道18号線
- ノースカロライナ州道114号線
- ノースカロライナ州道126号線
- ノースカロライナ州道181号線

### 隣接する郡
- アベリー郡 - 北西
- コールドウェル郡 - 北
- カトーバ郡 - 東
- リンカーン郡 - 南東
- クリーブランド郡 - 南
- マクドウェル郡 - 西
- ラザフォード郡 - 南西

### 国立保護地域
- ブルーリッジ・パークウェイ（部分）
- ピスガー国立の森（部分）

## 人口動態
以下は2000年国勢調査による人口統計データである。
| 基礎データ - 人口: 89,148人 - 世帯数: 34,528 世帯 - 家族数: 24,342 家族 - 人口密度: 68人/km2（176人/mi2） - 住居数: 37,427軒 - 住居密度: 29軒/km2（74軒/mi2） 人種別人口構成 - 白人: 86.01% - アフリカン・アメリカン: 6.71% - ネイティブ・アメリカン: 0.30% - アジア人: 3.48% - 太平洋諸島系: 0.21% - その他の人種: 2.17% - 混血: 1.11% - ヒスパニック・ラテン系: 3.57% 年齢別人口構成 - 18歳未満: 24.0% - 18-24歳: 8.9% - 25-44歳: 29.6% - 45-64歳: 24.0% - 65歳以上: 13.4% - 年齢の中央値: 37歳 - 性比（女性100人あたり男性の人口） - 総人口: 100.0 - 18歳以上: 97.7 | 世帯と家族（対世帯数） - 18歳未満の子供がいる: 31.0% - 結婚・同居している夫婦: 54.9% - 未婚・離婚・死別女性が世帯主: 11.0% - 非家族世帯: 29.5% - 単身世帯: 25.5% - 65歳以上の老人1人暮らし: 9.9% - 平均構成人数 - 世帯: 2.48人 - 家族: 2.94人 収入と家計 - 収入の中央値 - 世帯: 35,629米ドル - 家族: 42,114米ドル - 性別 - 男性: 27,591米ドル - 女性: 21,993米ドル - 人口1人あたり収入: 17,397米ドル - 貧困線以下 - 対人口: 10.7% - 対家族数: 8.0% - 18歳未満: 13.6% - 65歳以上: 12.5% |

## 都市と町

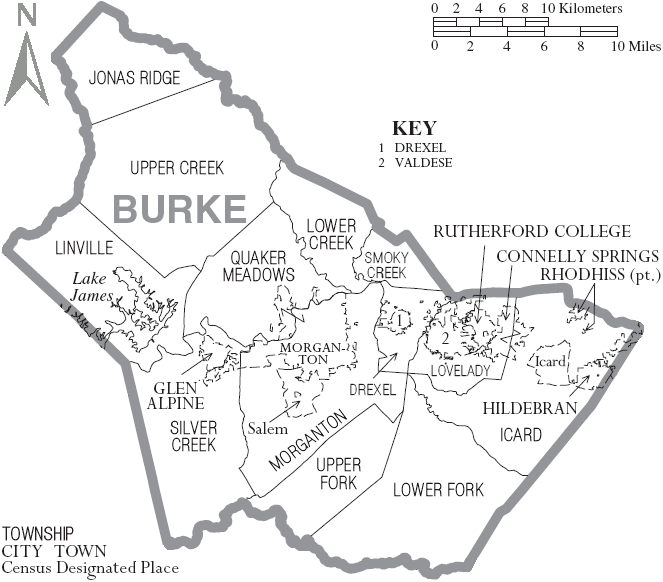
バーク郡の自治体と郡区

- コンリースプリングス
- ドレクセル
- グレンアルパイン
- ヒルドブラン
- モーガントン - 郡庁所在地
- ロードヒス
- ラザフォードカレッジ
- バルディーズ

### 他郡に跨る町
- ヒッコリー
- ロングビュー

### 国勢調査指定地域
- アイカード
- セイラム

## 大衆文化の中で
1992年の映画『ラスト・オブ・モヒカン』の中で、多くのシーンがバーク郡で撮影された。実物大の砦は、リンビルからジェームズ湖を船で行く場所に建設された。この砦は撮影後に壊され、土地には樹木が植樹された。開拓者、イギリス兵、インディアンなどエキストラの多くはバーク郡周辺郡の住民だった。
映画『レッドオクトーバーを追え』の最終シーンは、ジェームズ湖を背景に撮影されたが、俳優はハリウッドを離れなかった。
2011年、ライオンズゲートによる映画版『ハンガー・ゲーム』のシーンは、ヒルドブランのヘンリー川ミルビレッジで撮影された。